# Elżbieta Wieczorkowska
Elżbieta Wieczorkowska (ur. 6 października 1909 we Lwowie, zm. 20 października 1980 w Warszawie) – polska aktorka teatralna i filmowa.

## Życiorys
Ukończyła studia dramatyczne w szkole Wandy Siemaszkowej we Lwowie. Debiutowała na scenie lwowskiej w 1928, jeszcze przed uzyskaniem egzaminu eksternistycznego w ZASP w 1929. Od 1930 grała na scenach poznańskich, po czym znowu we Lwowie, Bydgoszczy, Wilnie (w Teatrze na Pohulance), Toruniu. Przed wybuchem II wojny światowej grywała jeszcze w Poznaniu, a na sezon 1939/1940 była zaangażowana do teatrów krakowskich, co nie doszło do skutku ze względu na wojnę. Występowała w rolach Ireny w Ponad śnieg bielszym się stanę w Teatrze Popularnym im. Bogusławskiego w Poznaniu, Hankę w Moralności Pani Dulskiej oraz Marię w Warszawiance.
Na początku wojny została wysiedlona z Poznania do Warszawy, gdzie przez całą wojnę zarabiała na życie jako kelnerka w gospodzie Włóczęgów. Wystąpiła także w jednym programie jawnego teatru "Tombola".

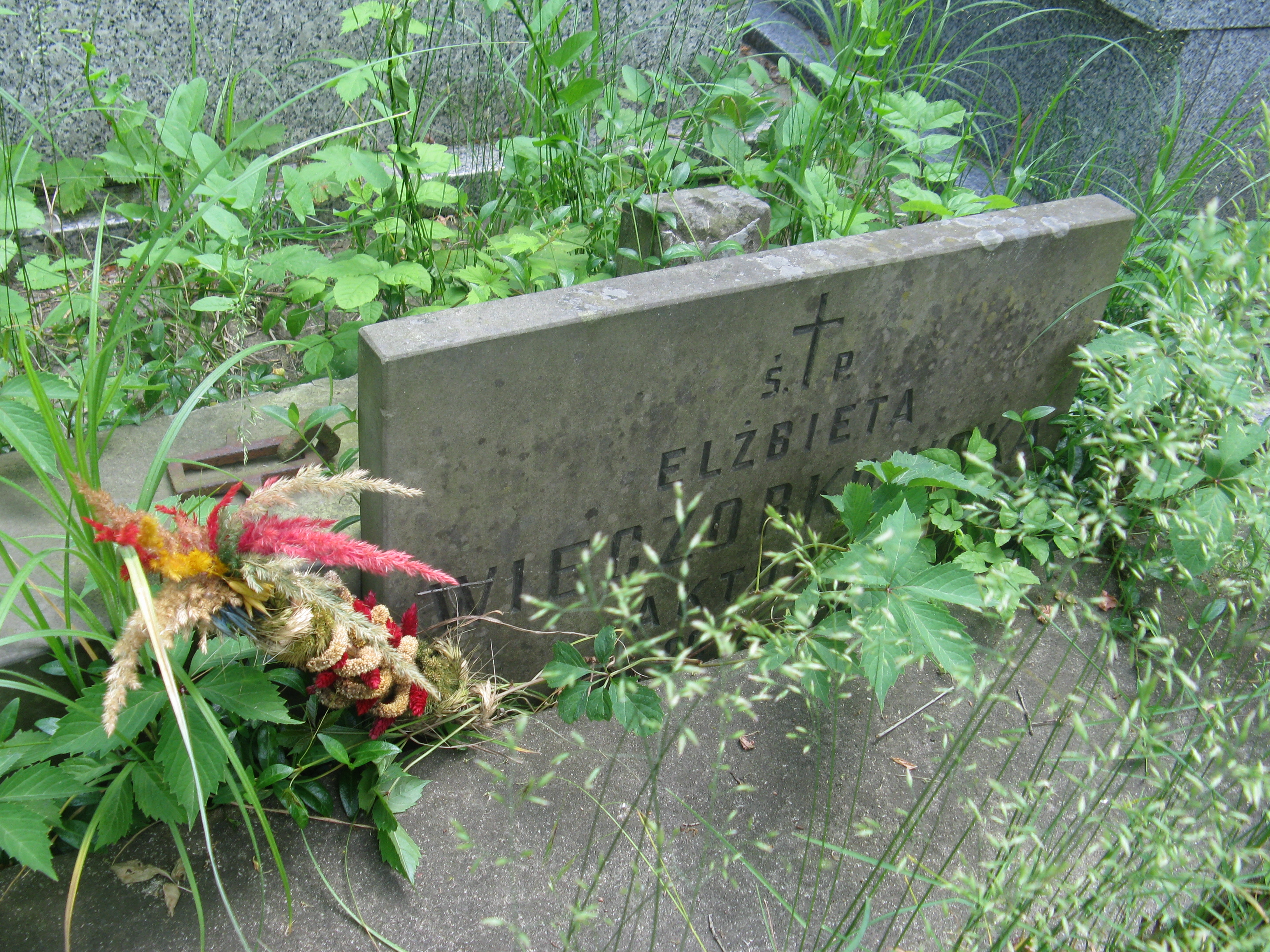
Grób Elżbiety Wieczorkowskiej na cmentarzu Powązkowskim

Po zakończeniu działań wojennych w 1945 należała do zespołu Teatru m. st. Warszawy, założonego przez Jana Mrozińskiego. Wystąpiła między innymi w sztuce Burmistrz Stylmondu. Od sezonu 1945/1946 występowała w zespole Miejskich Teatrów Dramatycznych, a od 1949 w Teatrze Powszechnym. Do jej ról w okresie powojennym należały zagrane w Obcym wstęp wzbroniony według sztuki Heleny Buczyńskiej oraz rola gospodyni w Weselu Stanisława Wyspiańskiego, wystawianym w Teatrze Rozmaitości. Wystąpiła ponadto w takich sztukach jak Zaczarowane koło jako Przepyszna, Ożenku jako Аgafia Tichonowнa, Mąż i żona jako Elwira, Archipelag Lenoir jako arystokratka, Wróg ludu jako żona.
Od 1969 aż do emerytury w 1976 występowała na deskach Teatru Narodowego. Wykreowała wtedy takie role jak gospodyni w Kaukaskim kredowym kole, Elwirę w Panu z milionami, Fenię w Berecie, Anastazję w Zbrodni i karze, Marcelinę w Weselu Gitara, Florentynę w Panu Wokulskim, Hrabinę Respektową w Fantazym oraz Orgonową w Damach i huzarach.
Występowała również gościnnie w Opolu w latach 1949–1950, zaproszona do roli Baronowej w sztuce Przyjaciel przyjdzie wieczorem i do tytułowej roli w Czarującej szewcowej. Wystąpiła również w nowej inscenizacji Wesela w reżyserii Adama Hanuszkiewicza w Teatrze Narodowym.
Występowała w różnych spektaklach telewizyjnych i radiowych, grała w radiowej powieści W Jezioranach.
Byłą dwukrotnie zamężna. Jej drugim mężem był Zbigniew Koczanowicz. Spoczywa na cmentarzu Powązkowskim w Warszawie kw. 101-6-11.

## Filmografia
- 1963: Wiano – sklepikarka Bekasowa
- 1964: Życie raz jeszcze – sekretarka dziekanatu wydziału prawa
- 1966: Wojna domowa – matka Wojtka Koca (odc. 13)
- 1974–1977: Czterdziestolatek – Ryszarda Puciata, koleżanka z pracy Magdy Karwowskiej
- 1977: Polskie drogi – Przyłuska, żona stolarza (odc. 9)